# Graeme Barker
Pour les articles homonymes, voir Barker.
Graeme William Walter Barker, né le 23 octobre 1946, est un préhistorien et archéologue britannique, spécialiste d'archéologie environnementale, ce qui l'a amené à s'intéresser à différentes périodes. Il est également connu pour ses travaux sur l'Âge du bronze en Italie.

## Jeunesse et formation
Graeme Barker est né le 23 octobre 1946. Il fait ses études à la Alleyn's School, puis dans un lycée à Dulwich. Il étudie pour les tripos classiques au St John's College de Cambridge, obtenant une licence (Bachelor of Arts, BA). Selon la tradition, sa licence est promue en maitrise (Master of Arts, MA Cantab). Il reste à Cambridge pour passer son doctorat (PhD) en 1973, avec une thèse intitulée : « Économies et cultures préhistoriques en Italie centrale ».

## Carrière académique
En 1972, Graeme Barker rejoint l'université de Sheffield en tant que chargé de cours en préhistoire et archéologie. Il est promu maître de conférences en 1981 et est également directeur de l'école britannique de Rome à partir de 1984.
En 1988, Barker est nommé professeur d'archéologie au département d'archéologie de l'université de Leicester, qui devient l'école d'études archéologiques en 1990 et l'école d'archéologie et d'histoire ancienne en 2001. Barker est élu à la chaire Disney d'archéologie de l'université de Cambridge en 2004 et est membre du St John's College de Cambridge. Il prend sa retraite de la chaire Disney fin septembre 2014.

## Travaux
En avril 2015, Graeme Barker et son équipe annoncent la découverte de nouveaux ossements fossiles d'Homme de Néandertal dans la grotte de Shanidar, située au nord d'Erbil, dans le Kurdistan irakien.

## Honneurs et récompenses
Graeme Barker est élu membre de la British Academy (FBA) en 1999.
En 2005, il est, avec Israël Finkelstein, co-lauréat du Prix Dan-David.
Il est nommé Commandeur de l'Ordre de l'Empire britannique (CBE) dans les honneurs du Nouvel An 2015 pour ses services à l'archéologie.

## Publications
- A tale of two deserts: contrasting desertification histories on Rome's desert frontiers, In: World Archaeology, vol. 33, n° 3, Ancient Ecodisasters, 2002,  (ISSN 0043-8243), p.488–507, JSTOR:827881
- Prehistoric Farming in Europe, Cambridge University Press, Cambridge, 1985,  (ISBN 0-521-22810-7)
- The archaeology of Samnite settlement in Molise, In: Antiquity, vol. 51, n° 201, 1977,  (ISSN 0003-598X), p.20–24, doi:10.1017/S0003598X00100547

### Direction éditoriale
- avec Richard Hodges, Archaeology and Italian society. Prehistoric, Roman and medieval studies, in British Archaeological Reports. International Series, 102, Papers in Italian Archaeology, B. A. R., Oxford, 1981,  (ISBN 0-86054-120-7)
- Companion encyclopedia of archaeology, 2 volumes, Routledge, Londres, 1999,  (ISBN 0-415-06448-1)